# منطقه پیراللهی
پیراللهی رایون (به لاتین: Pirallahı raion) یک منطقه مسکونی در جمهوری آذربایجان است که از توابع شهر باکو است.

## نگارخانه

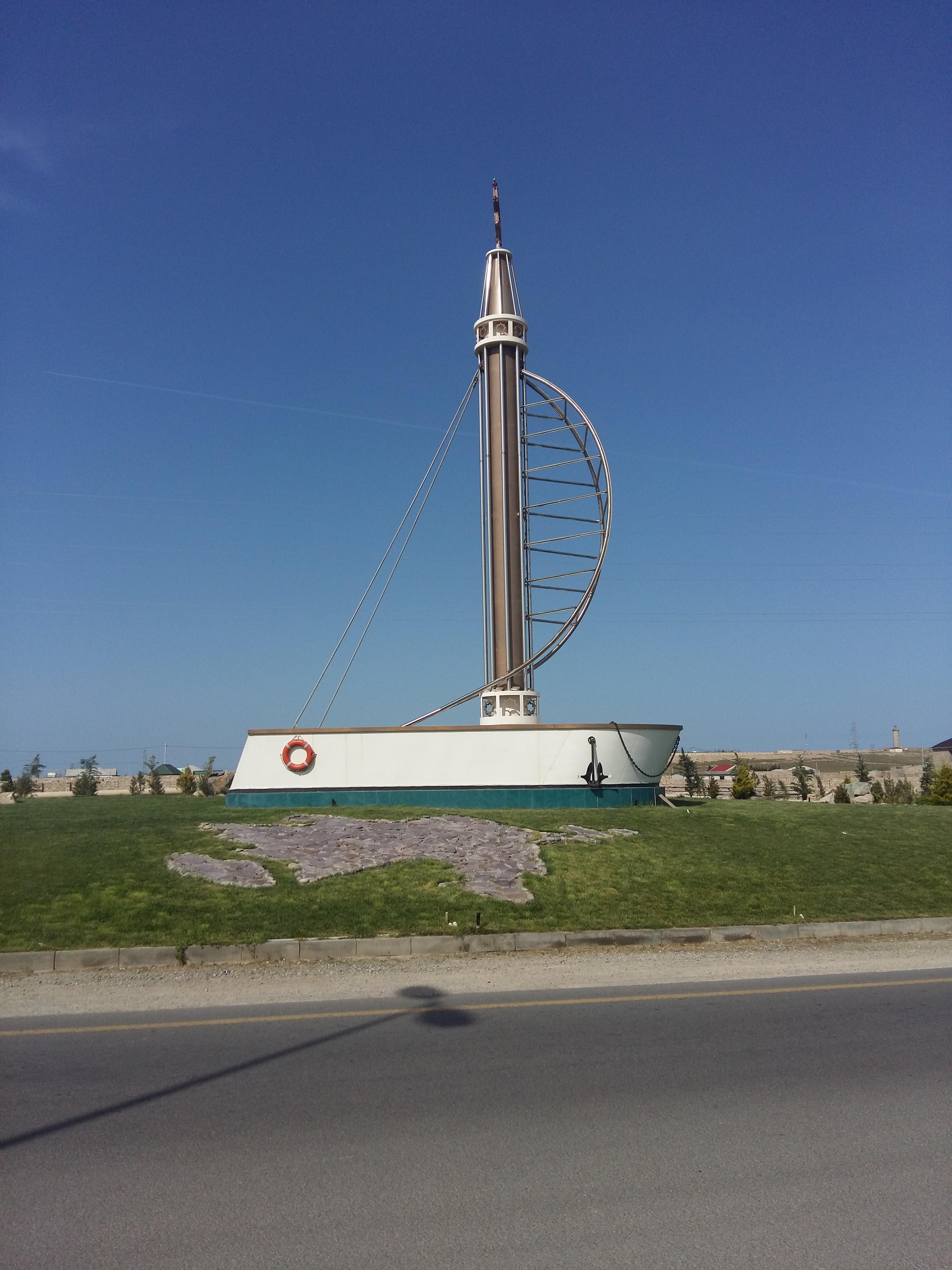